# Diacyclops uruguayensis
Diacyclops uruguayensis – gatunek widłonoga z rodziny Cyclopidae, nazwa naukowa gatunku została po raz pierwszy opublikowana w 1935 roku przez niemieckiego zoologa Friedricha Kiefera. 